# The more of you the more I love you
The more of you the more I love you is een kunstwerk in Amsterdam-Zuid.
Het is een neon-plastiek van kunstenares Tracey Emin. Emin zette hiermee een eigen uitspraak in haar eigen handschrift in flamingoroze neonverlichting op een gevel. Zij legde hiermee een combinatie tussen een privégevoel (liefde) en een openbare weergave (neonverlichting wordt veel gebruikt voor reclame in de open ruimte). Emin ging hiermee verder in het gebruik van haar eigen leven onderwerp te maken in haar kunstuitingen. Emin zei daarover bij een tentoonstelling in Haarlem in 2003: "Mijn leven is interessanter dan de kunst die ik maak. Vandaar dat de kunst moet buigen voor mijn leven". Het kunstwerk is te zien op een geheel uit steen opgetrokken gevel aan de Apollolaan 171. De eigenaren van het kantorencomplex zagen de tekst op een kunstbeurs in Basel en lieten het in 2017 op deze blinde gevel plaatsen.
Het gebouw waarin een tijdlang JPMorgan Chase gevestigd was, was ontworpen door Wim Quist, in 2021 werd het gesloopt. Op dezelfde plaats werd een nieuw kantoorgebouw neergezet, dit maal ontworpen door Office for Metropolitan Architecture (OMA) dat volgens Architectenweb een opener structuur krijgt en dat naar verwachting in de zomer van 2023 wordt opgeleverd. Het kunstwerk werd daarbij binnen in het gebouw geplaatst op een plek waarbij het van buitenaf zichtbaar is.

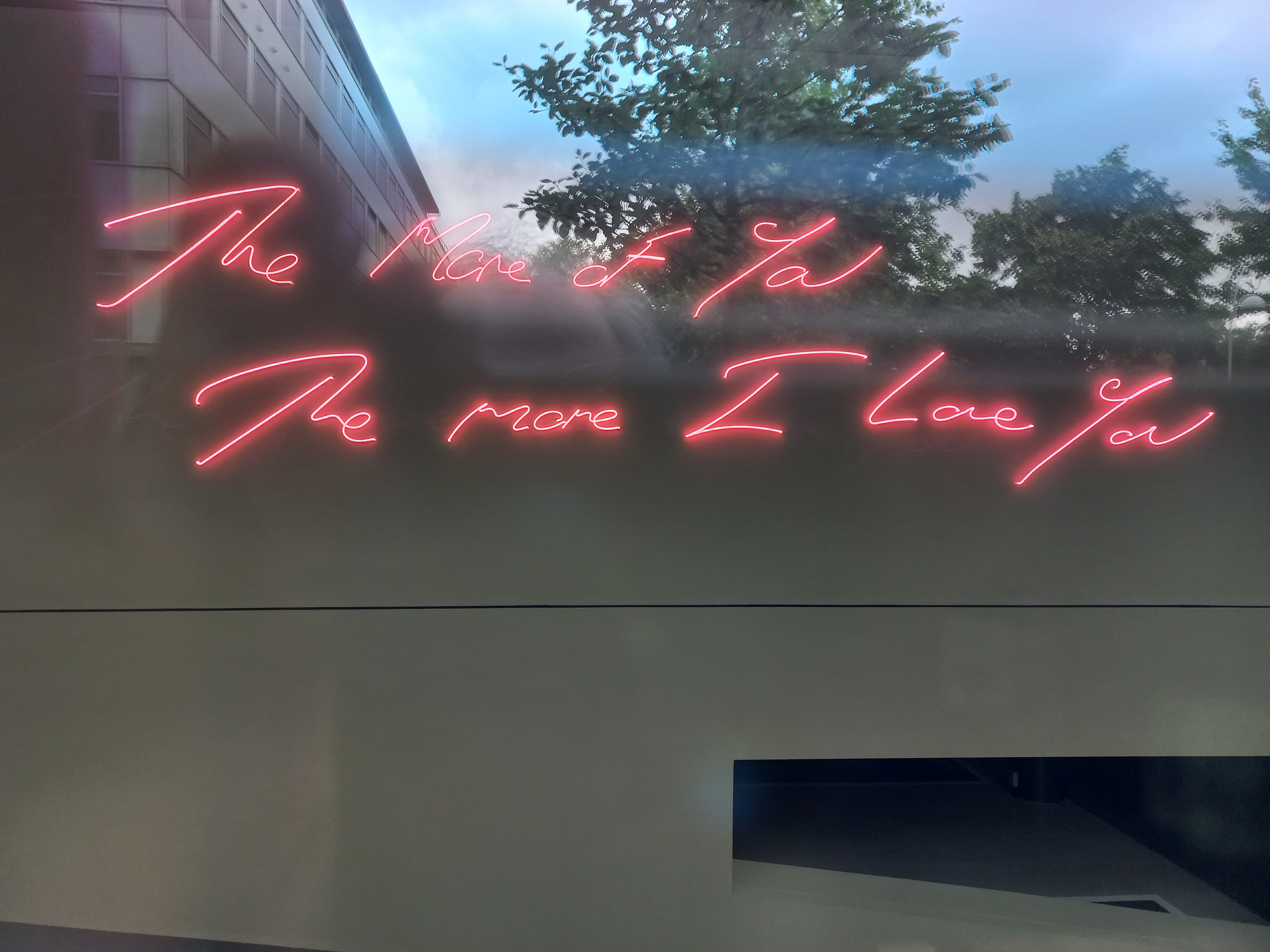
The more of you in juli 2025